# ISO 3166-2:LR

Mapa administrativního členění státu Libérie

Kódy ISO 3166-2 pro Libérii identifikují 15 okresů (stav v roce 2015). První část (LR) je mezinárodní kód pro Libérii, druhá část sestává z dvou písmen identifikujících okres.

## Seznam kódů
```
LR-BM Bomi (Tubmanburg)
LR-BG Bong (Gbarnga)
LR-CM Grand Cape Mount (Robertsport)
LR-GB Grand Bassa (Buchanan)
LR-GG Grand Gedeh (Zwedru)
LR-GK Grand Kru (Barclayville)
LR-GP Gbarpolu (Bopulu)
LR-LO Lofa (Voinjama)
LR-MG Margibi (Kakata)
LR-MO Montserrado (Bensonville)
LR-MY Maryland (Harper)
LR-NI Nimba (Sanniquellie)
LR-RI Rivercess (Rivercess)
LR-RG River Gee (Fish Town)
LR-SI Sinoe (Greenville)
```